# 27 رجب
- السبت
- الأحد
- الاثنين
- الثلاثاء
- الأربعاء
- الخميس
- الجمعة

- 2728 ديسمبر 2024
- 2829 ديسمبر 2024
- 2930 ديسمبر 2024
- 3031 ديسمبر 2024
- 11 يناير 2025
- 22 يناير 2025
- 33 يناير 2025
- 44 يناير 2025
- 55 يناير 2025
- 66 يناير 2025
- 77 يناير 2025
- 88 يناير 2025
- 99 يناير 2025
- 1010 يناير 2025
- 1111 يناير 2025
- 1212 يناير 2025
- 1313 يناير 2025
- 1414 يناير 2025
- 1515 يناير 2025
- 1616 يناير 2025
- 1717 يناير 2025
- 1818 يناير 2025
- 1919 يناير 2025
- 2020 يناير 2025
- 2121 يناير 2025
- 2222 يناير 2025
- 2323 يناير 2025
- 2424 يناير 2025
- 2525 يناير 2025
- 2626 يناير 2025
- 2727 يناير 2025
- 2828 يناير 2025
- 2929 يناير 2025
- 3030 يناير 2025
- 131 يناير 2025

27 رجب أو 27 رجب الفرد أو 27 رجب المُرجَّب أو يوم 27 \ 7 (اليوم السابع والعشرون من الشهر السابع) هو اليوم الرابع بعد المائتين (204) من أيَّام السنة (أو الخامس بعد المائتين لو كان شهر جمادى الآخرة مُتممًا لليوم الثلاثين أو السادس بعد المائتين لو أتم كلاً من صفر وربيع الآخر وجمادى الآخرة ثلاثين يوماً) وفق التقويم الهجري القمري (العربي). يبقى بعده 150 أو 151 يومًا لانتهاء السنة.

## أحداث
- 255 هـ - خلع الخليفة العباسي أبو عبد الله محمد المعتز بالله من منصبه وسجنه في أحد السراديب المظلمة إلى أن مات جوعاً وعطشاً.
- 583 هـ - الناصر صلاح الدين الأيوبي يستعيد القدس بعد 91 سنة من السيطرة الصليبية.
- 848 هـ - السلطان العثماني مراد الثاني ينتصر على ملك المجر «لاديسلاس» في معركة فارنا الشهيرة، ويأسر نحو 80 ألف جندي مجري، ويقتل «لاديسلاس»، في حين لم تزد خسائر العثمانيين على 150 قتيلًا فقط.
- 1247 هـ - استقلال جزيرة سيسام القريبة من سواحل الأناضول عن الدولة العثمانية مقابل مبلغ من المال تدفعه سنويًّا للعثمانيين.
- 1286 هـ - افتتاح دار الأوبرا الخديوية في مصر.
- 1287 هـ - صدور مرسوم «كريميو» الذي يمنح اليهود في الجزائر الجنسية الفرنسية، وتضمن في داخله توطين العنصر الأوروبي في الجزائر.
- 1340 هـ - الحلفاء يعيدون النظر في بعض مواد معاهدة سيفر التي أجبرت الدولة العثمانية على قبولها بعد هزيمتها في الحرب العالمية الأولى، وحاول الحلفاء الوصول إلى تسوية للنزاع بين الأتراك واليونانيين، وقد رفض الأتراك الهدنة حتى يجلو اليونانيون عن الأناضول.
- 1342 هـ - انتهاء الخلافة الإسلامية رسميًا بإزاحة الخليفة العثماني السلطان عبد المجيد الثاني ونفيه هو وجميع أفراد أسرته وذلك على يد مصطفى كمال.
- 1361 هـ - قوات الاستعمار البريطانية في الهند تعتقل مهاتما غاندي بعد إطلاقه المقاومة السلمية للاحتلال.
- 1362 هـ - بدء المباحثات التي دعا إليها رئيس الوزراء المصري «مصطفى باشا النحاس» مع عدد من الدول العربية المستقلة؛ لبحث الصيغة المناسبة لتحقيق الوحدة العربية، والتي تمخضت بعد ذلك عن إنشاء جامعة الدول العربية.
- 1366 هـ - البرلمان البريطاني يصدر قانون استقلال وتقسيم الهند، ويمنح الإمارات والولايات الحق في الانضمام إما إلى الهند أو باكستان.
- 1370 هـ - حل مجلسي النواب والأعيان الأردنيين بمرسوم ملكي نتيجة اعتراض مجلس الأعيان على الموازنة العامة.
- 1375 هـ - المملكة المتحدة تنفي الزعيم القبرصي مكاريوس الثالث إلى جزيرة سيشيل.
- 1377 هـ - مجلس الأعيان والنواب العراقي يصادق على الاتفاقية التي وقعها الملك العراقي «فيصل بن غازي» والملك الأردني «الحسين بن طلال» لإنشاء اتحاد بين البلدين تحت اسم «دولة الاتحاد العربي».
- 1392 هـ - فلسطينيون من منظمة أيلول الأسود يهاجمون مقر البعثة الإسرائيلية المشاركة في دورة الألعاب الأولمبية المقامة في ميونخ ويقتلون 11 رياضي إسرائيلي وهو ما عرف باسم عملية ميونخ.
- 1410 هـ - ممثل الأمين العام للأمم المتحدة المكلف بملف الصحراء الغربية جوهانس مانز يقوم بزيارة الصحراء للإطلاع على الوضع بالمنطقة.
- 1413 هـ - عقد لقاء سري بين رئيس الدائرة الاقتصادية في منظمة التحرير الفلسطينية أحمد قريع والباحث الإسرائيلي يائير هيرشفيلد في النرويج وذلك في إطار سلسلة من الاجتماعات السرية التي أدت توقيع اتفاق أوسلو.
- 1426 هـ - سقوط وغرق أكثر من ألف شخص في نهر من فوق جسر الأئمة في العراق نتيجة للتدافع الشديد.
- 1429 هـ - محكمة تركية تقضي بعدم حل حزب العدالة والتنمية، بعد أن كان قد أقيمت عليه دعوى مناهضة العلمانية في تركيا.
- 1430 هـ - وزارة الداخلية الموريتانية تعلن فوز الجنرال محمد ولد عبد العزيز الذي قاد الانقلاب العسكري في 4 شعبان 1429هـ بانتخابات الرئاسة وذلك بعد حصولة على 52.58% من أصوات الناخبين، والمعارضة تطعن بالنتيجة.
- 1433 هـ - بدأ عملية التصويت في الجولة الثانية من انتخابات الرئاسة المصرية والتي يتنافس بها مرشح حزب الحرية والعدالة محمد مرسي والفريق أحمد شفيق.
- 1437 هـ - محكمة النقض المصرية تقضي ببراءة رئيس الوزراء الأسبق أحمد نظيف في قضيَّة الكسب غير المشروع، مُعلنةً أنَّ الحُكم نهائي وغير قابل للطعن.
- 1440 هـ - الرئيس الجزائري عبد العزيز بوتفليقة يعلن رسميا استقالته من منصبه أسابيع قبل انتهاء عهدته في ظل حراك شعبي يطالب برحيله وتوتر في العلاقة مع قادة الجيش الجزائري.
- 1442 هـ - وفاة حامد باكايوكو رئيس وزراء ساحل العاج إثر إصابته بفيروس كورونا، عن عمر ناهز 56 عامًا. وتعيين باتريك أتشي قائمًا بأعمال رئيس الوزراء.
- 1445 هـ - فوز نجيب بقيلة بفترة رئاسية ثانية في الانتخابات العامة في السلفادور.

## مواليد
- 806 هـ - قسطنطين الحادي عشر، آخر أباطرة الإمبراطورية البيزنطية.
- 1255 هـ - محمود سامي البارودي، شاعر وسياسي مصري.
- 1302 هـ - محمود شويل، فقيه ومدرس وصحفي حجازي - سعودي.
- 1349 هـ - الأميرة فتحية، ابنه فؤاد الأول ملك مصر.
- 1350 هـ - محمد عمارة، مفكر إسلامي مصري.
- 1353 هـ - بهنام الصائغ، طبيب وجراح وأكاديمي عراقي.
- 1364 هـ - المنصف المرزوقي، رئيس الجمهورية التونسية.
- 1381 هـ - إلهام شاهين، ممثلة مصرية.
- 1401 هـ - أحمد الريش، لاعب كرة قدم أسترالي.
- 1409 هـ - أولينا الحاج، إعلامية لبنانية.

## وفيات
- 478 هـ - محمد بن علي الدامغاني، قاضٍ مسلم.
- 1304 هـ - محمد شريف باشا، رئيس وزراء مصر.
- 1368 هـ - مصطفى وهبي التل، شاعر أردني.
- 1383 هـ - محمود شلتوت، شيخ الجامع الأزهر وأحد كبار علماء عصره.
- 1393 هـ - محمود تيمور، أديب مصري.
- 1397 هـ - كمال رفعت، سياسي وعسكري مصري.
- 1425 هـ - ماهر عبد الله، صحفي ومقدم برامج فلسطيني.
- 1433 هـ - نايف بن عبد العزيز آل سعود، ولي العهد نائب رئيس مجلس الوزراء ووزير الداخلية في المملكة العربية السعودية.
- 1435 هـ - فايزة كمال، ممثلة مصرية.
- 1442 هـ -
  - علي مهدي محمد، سياسي صومالي، شغل منصب رئيس الصومال الرابع.
  - حامد باكايوكو، سياسي عاجي شغل منصب رئيس وزراء بلاده.

## مناسبات
- ليلة الإسراء والمعراج.

## وصلات خارجية
- موقع قصة الإسلام: حدث في شهر رجب.